# Nemanja Gudelj
Nemanja Gudelj (Belgrád, 1991. november 16. –) szerb válogatott labdarúgó, a spanyol Sevilla középpályása.

## Pályafutása

### Klubcsapatokban
Gudelj a mai szerb fővárosban, Belgrádban született. Az ifjúsági pályafutását a holland BSV Boeimeer csapatában kezdte, majd a NAC Breda akadémiájánál folytatta.
2009-ben mutatkozott be a NAC Breda első osztályban szereplő felnőtt keretében. 2013-ban az AZ Alkmaar, majd 2015-ben az Ajax szerződtette. 2017-ben a kínai Tiencsin Tedához igazolt. 2018-ban a Kuangcsouhoz csatlakozott. A 2018–19-es szezonban a portugál Sporting CP csapatát erősítette kölcsönben. 2019. július 23-án négyéves szerződést kötött a spanyol első osztályban érdekelt Sevilla együttesével. Először a 2019. augusztus 18-ai, Espanyol ellen 2–0-ra megnyert mérkőzés 76. percében, Óliver Torres cseréjeként lépett pályára. Első gólját 2022. október 15-én, a Mallorca ellen idegenben 1–0-ás győzelemmel zárult találkozón szerezte meg.

### A válogatottban
Gudelj az U19-es és az U21-es korosztályos válogatottakban is képviselte Szerbiát.
2014-ben debütált a felnőtt válogatottban. Először a 2014. március 5-ei, Írország ellen 2–1-re megnyert mérkőzés 89. percében, Antonio Rukavinat váltva lépett pályára. Első válogatott gólját 2014. november 18-án, Görögország ellen 2–0-ás győzelemmel zárult barátságos mérkőzésen szerezte meg.

## Statisztika
2023. április 7. szerint.
| Klub                     | Szezon   | Bajnokság        | Bajnokság | Bajnokság | Kupa  | Kupa  | Nemzetközi | Nemzetközi | Összesen | Összesen |
| Klub                     | Szezon   | Bajnokság        | Mérk.     | Gólok     | Mérk. | Gólok | Mérk.      | Gólok      | Mérk.    | Gólok    |
| ------------------------ | -------- | ---------------- | --------- | --------- | ----- | ----- | ---------- | ---------- | -------- | -------- |
| NAC Breda                | 2010–11  | Eredivisie       | 22        | 2         | 0     | 0     | —          | —          | 22       | 2        |
| NAC Breda                | 2011–12  | Eredivisie       | 16        | 1         | 0     | 0     | —          | —          | 16       | 1        |
| NAC Breda                | 2012–13  | Eredivisie       | 34        | 5         | 1     | 0     | —          | —          | 35       | 5        |
| NAC Breda                | Összesen | Összesen         | 72        | 8         | 1     | 0     | 0          | 0          | 73       | 8        |
| AZ Alkmaar               | 2013–14  | Eredivisie       | 33        | 6         | 5     | 0     | 14         | 1          | 52       | 7        |
| AZ Alkmaar               | 2014–15  | Eredivisie       | 32        | 11        | 3     | 1     | —          | —          | 35       | 12       |
| AZ Alkmaar               | Összesen | Összesen         | 65        | 17        | 8     | 1     | 14         | 1          | 87       | 19       |
| Ajax                     | 2015–16  | Eredivisie       | 34        | 4         | 2     | 0     | 10         | 1          | 46       | 5        |
| Ajax                     | 2016–17  | Eredivisie       | 6         | 2         | 0     | 0     | 7          | 0          | 13       | 2        |
| Ajax                     | Összesen | Összesen         | 40        | 6         | 2     | 0     | 17         | 1          | 59       | 7        |
| Tiencsin Teda            | 2017     | Kínai Szuperliga | 19        | 1         | 0     | 0     | —          | —          | 19       | 1        |
| Kuangcsou                | 2018     | Kínai Szuperliga | 11        | 2         | 1     | 0     | 6          | 1          | 18       | 3        |
| Sporting CP (kölcsönben) | 2018–19  | Liga Portugal    | 27        | 1         | 10    | 0     | 5          | 0          | 42       | 1        |
| Sevilla                  | 2019–20  | La Liga          | 24        | 0         | 4     | 0     | 10         | 0          | 38       | 0        |
| Sevilla                  | 2020–21  | La Liga          | 30        | 0         | 6     | 0     | 8          | 0          | 44       | 0        |
| Sevilla                  | 2021–22  | La Liga          | 21        | 0         | 4     | 0     | 3          | 0          | 28       | 0        |
| Sevilla                  | 2022–23  | La Liga          | 25        | 3         | 5     | 0     | 9          | 1          | 39       | 4        |
| Sevilla                  | Összesen | Összesen         | 100       | 3         | 19    | 0     | 30         | 1          | 149      | 4        |
| Összesen                 | Összesen | Összesen         | 334       | 38        | 41    | 1     | 72         | 4          | 447      | 43       |

### A válogatottban
| Válogatott | Év       | Pályára lépés | Gól |
| ---------- | -------- | ------------- | --- |
| Szerbia    | 2014     | 9             | 1   |
| Szerbia    | 2015     | 2             | 0   |
| Szerbia    | 2016     | 5             | 0   |
| Szerbia    | 2017     | 6             | 0   |
| Szerbia    | 2019     | 3             | 0   |
| Szerbia    | 2020     | 8             | 0   |
| Szerbia    | 2021     | 11            | 0   |
| Szerbia    | 2022     | 7             | 0   |
| Szerbia    | 2023     | 2             | 0   |
| Összesen   | Összesen | 53            | 1   |

#### Góljai a válogatottban
| # | Időpont            | Helyszín                                        | Ellenfél    | Gólok | Eredmény | Kiírás              |
| - | ------------------ | ----------------------------------------------- | ----------- | ----- | -------- | ------------------- |
| 1 | 2014. november 18. | Perivolia Municipal Stadion, Haniá, Görögország | Görögország | 2–0   | 2–0      | Barátságos mérkőzés |

## Sikerei, díjai
Sporting CP
- Taça de Portugal
  - Győztes (1): 2018–19

- Taça da Liga
  - Győztes (1): 2018–19

Sevilla
- Európa-liga
  - Győztes (2): 2019–20, 2022–23